# Niwa (Zeitschrift)

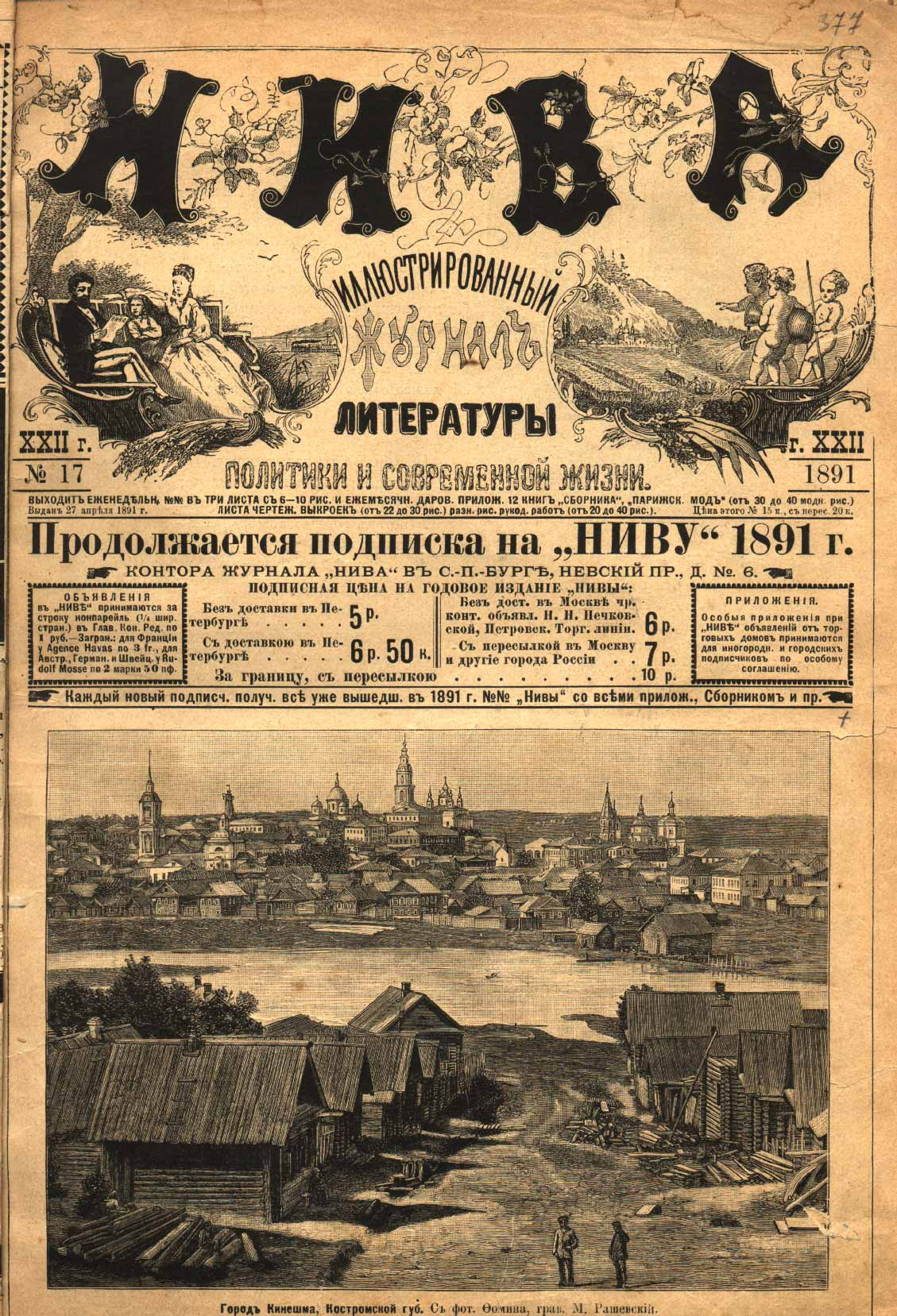
Titelblatt der Zeitschrift Niwa

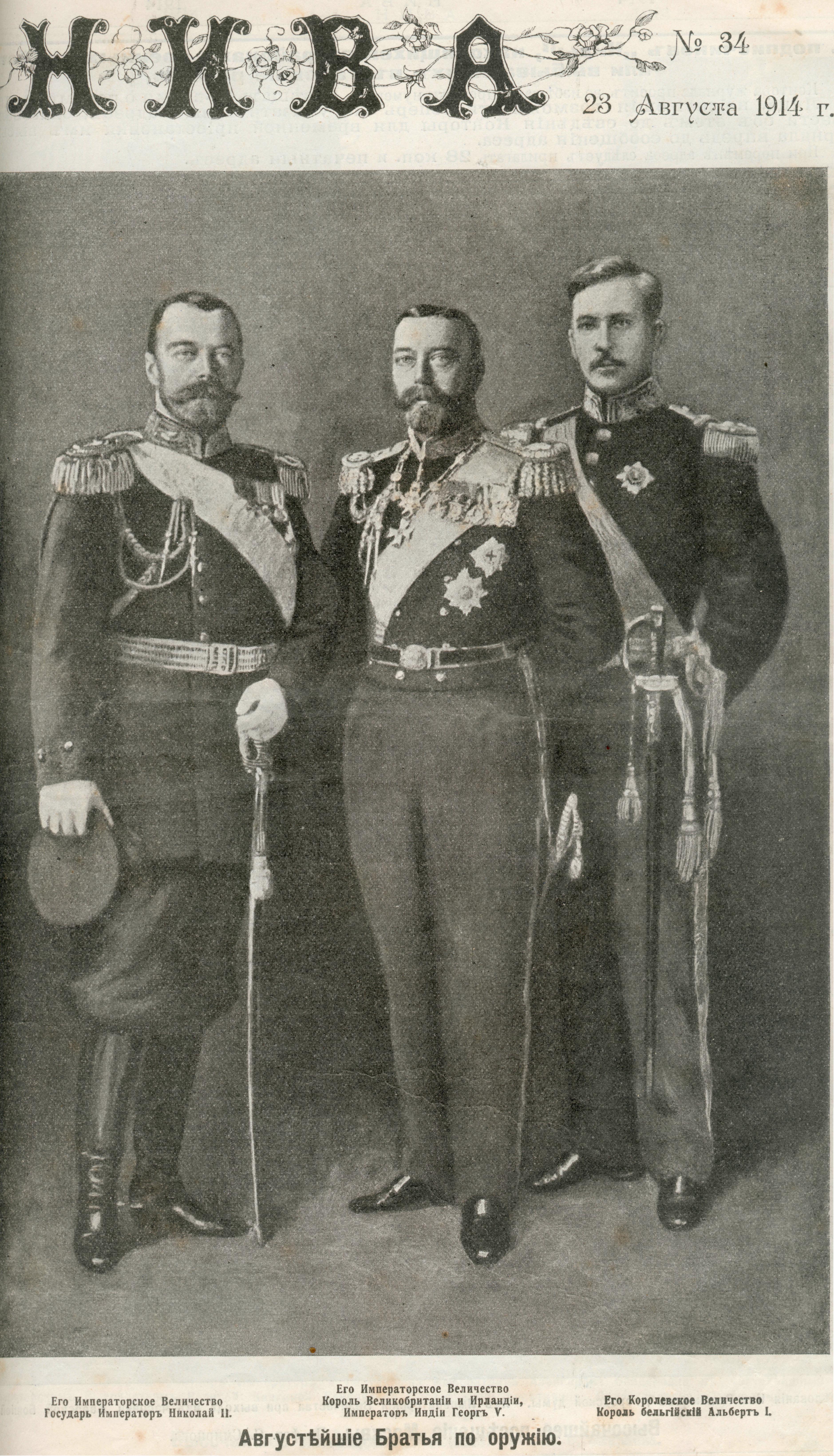
Titelblatt der Zeitschrift 1914

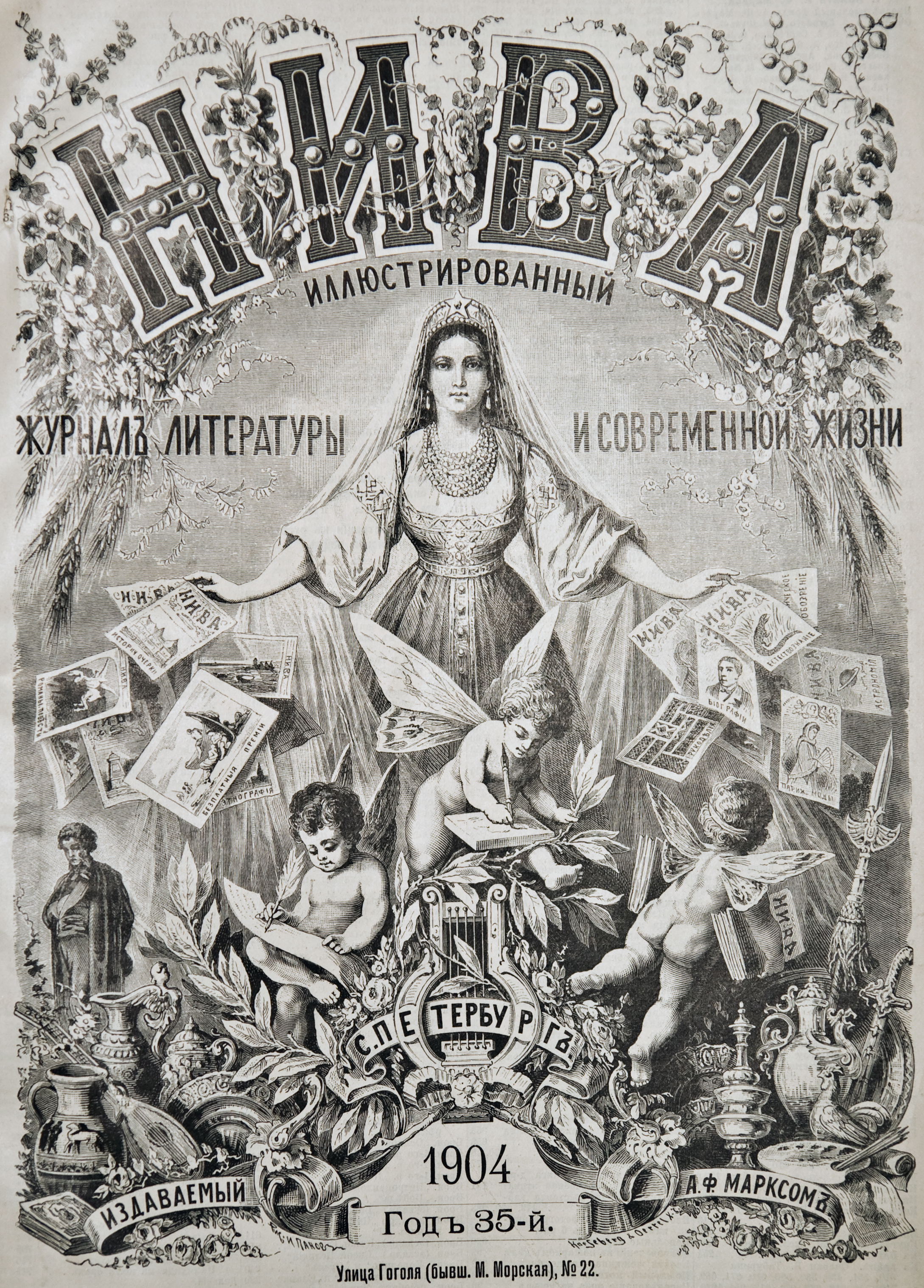
Titelblatt von 1904

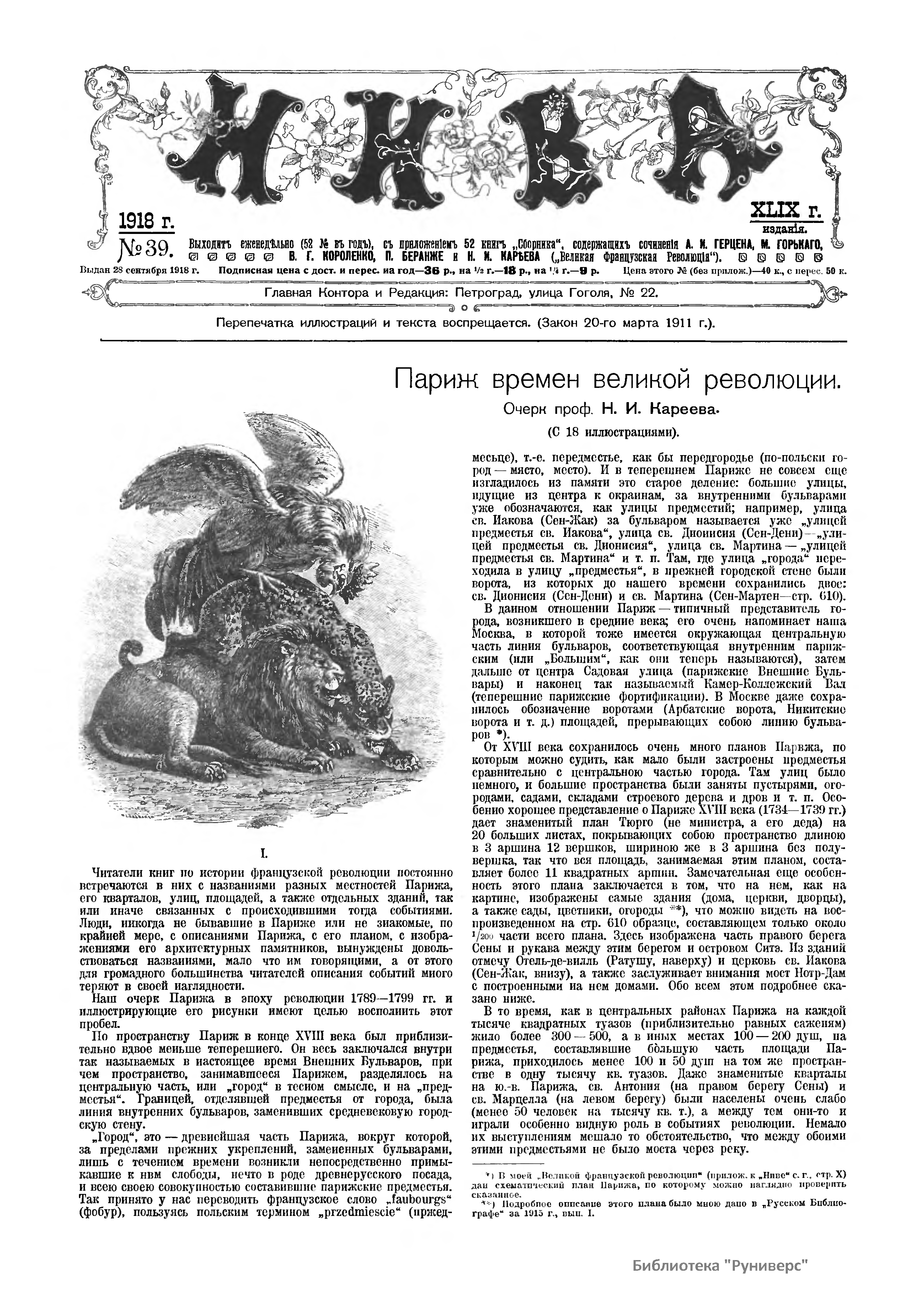
Titelblatt von 1918

Niwa (russisch Нива, wiss. Transliteration Niva «Ни́ва», dt.: „Getreidefeld“) war eine russische wöchentliche Literaturzeitschrift (Journal) mit Beilagen.
Sie erschien 48 Jahre lang, vom 18. (30.) Dezember 1869 18. Dezemberjul. / 30. Dezember 1869greg. bis zum 28. September 1918, im Verlag von Adolf Marcks in Sankt Petersburg.
Die Zeitschrift positionierte sich als familienfreundliches Magazin und richtete sich an eine breite Leserschaft. Die Publikation umfasste literarische Werke, historische, populärwissenschaftliche sowie verschiedene Jubiläumsaufsätze, Reproduktionen und Kupferstiche von Gemälden zeitgenössischer Künstler. Materialien politischen und sozialen Inhalts wurden in „wohlmeinendem“ Ton wiedergegeben und mit zahlreichen Abbildungen versehen – bis zum Beginn des 20. Jahrhunderts wurden meist Kupferstiche abgebildet, später fotografische Rezensionen.
Die Seiten, einschließlich des Magazins und der Beilagen, wurden fortlaufend nummeriert, um später Jahressätze binden zu können, deren Umschläge von der Redaktion verschickt wurden. So hatte die Zeitschrift Nummer eins die Seite 1 und die Zeitschrift Nummer 51 oder 52 (die letzte des Jahres) die Seite 1200.

## Kostenlose Beilagen
Ab 1891 wurden als kostenlose Beilage zur Zeitschrift gesammelte Werke berühmter russischer und ausländischer Autoren (in der Regel Klassiker, 12 Bücher mit Literaturbeilagen pro Jahr) veröffentlicht, außerdem 12 Bücher der Niwa-Sammlung pro Jahr („Сборника Нивы“), Ölfarbendrucke, Modemuster (die Beilagenzeitschrift „Pariser Mode“ – «Парижские моды», 12 Ausgaben pro Jahr), Kalender und Kunstalben. Dank der hohen Qualität der veröffentlichten Werke und des niedrigen Preises eines Abonnements (ab 1903 kostete eine Ausgabe 25 Kopeken ohne Versand, 30 mit Versand) erlangte die Zeitschrift Popularität und erreichte die höchste Auflage aller Zeitschriften in Russland.
Ein Jahresabonnement der Zeitschrift mit allen Beilagen war auch im 20. Jahrhundert unglaublich günstig: in St. Petersburg 5,50 Rubel pro Jahr, in Moskau 6,25 Rbl, in Odessa 6,50 Rbl, im Rest Russlands 7 Rbl und im Ausland 10 Rbl.

## Erfolg bei der Leserschaft

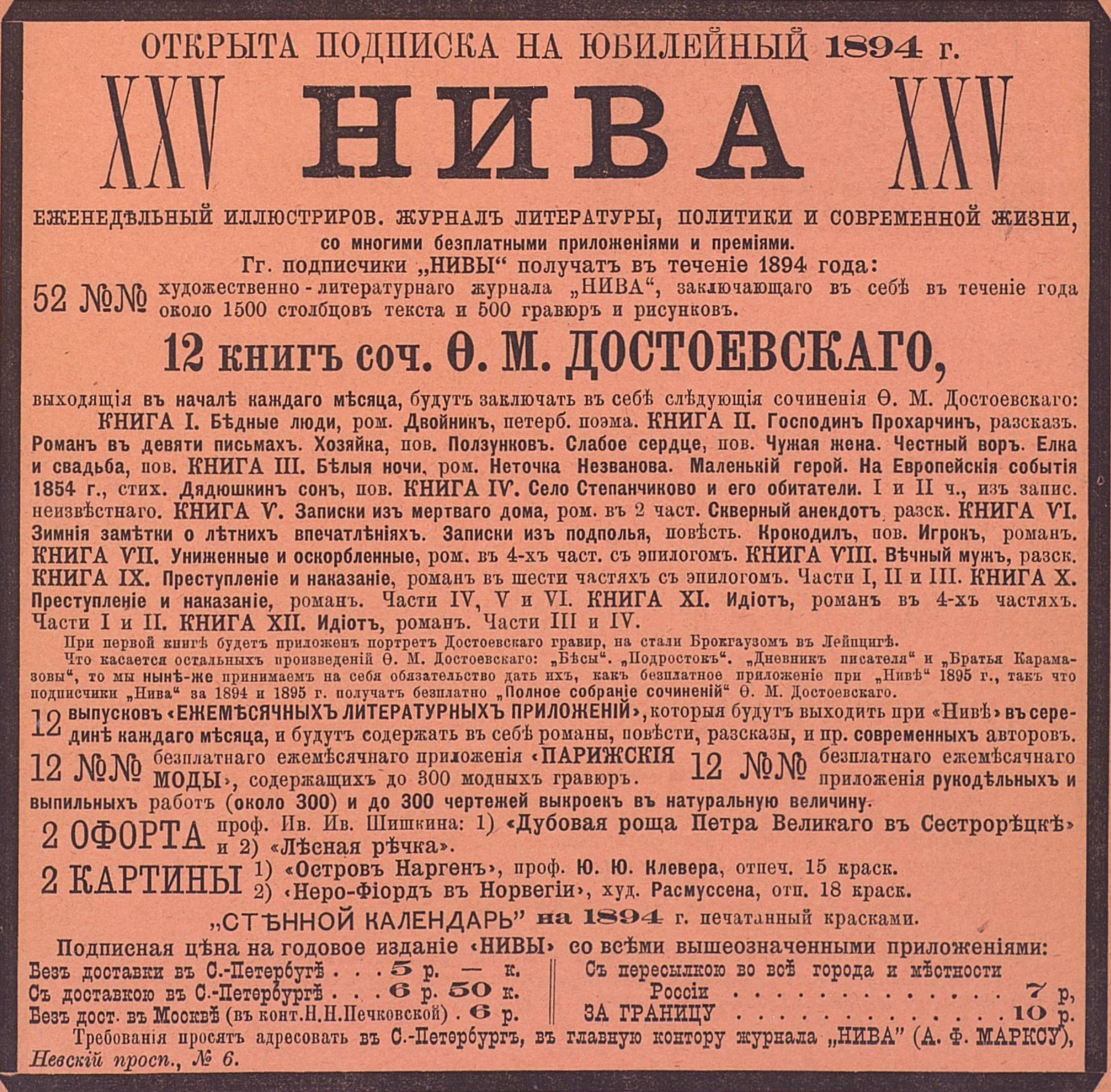
Anzeige für die Zeitschrift, 1894

Seit den ersten Jahren ihres Bestehens war Niwa die am weitesten verbreitete illustrierte Publikation. So betrug die Auflage bereits im Jahr 1870 9.000 Exemplare und war damit doppelt so hoch wie die Auflage jeder populären „dicken“ Monatszeitschrift mit solider Verlagserfahrung, sei es Otetschestwennyje Sapiski («Отечественные записки»), Russki westnik («Русский вестник») oder Westnik Jewropy («Вестник Европы»). Niwa hatte eine andere Leserschaft und übertraf hinsichtlich der Abonnentenzahl sogar die Tagespresse. So wurden im Jahr 1875 18.000 Exemplare verkauft, im Jahr 1877 30.000, im Jahr 1878 43.000, im Jahr 1882 70.000, im Jahr 1884 90.000, im Jahr 1886 102.000, im Jahr 1891 115.000, im Jahr 1893 120.000 und im Jahr 1894 erreichte die Auflage bereits 170.000 Exemplare – in diesem Jahr wurden die Gesammelten Werke Dostojewskis als kostenlose Beilage beigefügt.
Für Russland, wo bis zum Ende des 19. Jahrhunderts 1.000 Abonnenten üblich waren, war dies ein beispielloser Erfolg. Der größte Erfolg entstand durch die Veröffentlichung von Lew Nikolajewitsch Tolstois Roman „Auferstehung“. Dabei spielte es für den Verleger keine Rolle, dass hinter der Veröffentlichung Leo Tolstois, der zuvor fast allen Zeitschriften das Recht zum Abdruck seiner Werke verweigert hatte, dessen kommerzielles Interesse stand: Die Einnahmen aus der Veröffentlichung sollten an die kanadischen Duchoborzen überwiesen werden. In diesem Jahr (1899) überstieg die Auflage der Zeitschrift 200.000 Exemplare. Zahlreiche andere illustrierte Zeitschriften, die sich um vergleichbaren kommerziellen Erfolg bemühten, konnten der Konkurrenz nicht standhalten: beispielsweise „Illustrierte Welt“ (Всемирной иллюстрации), „Ogonka“ (Огонька), „Schiwopisnogo obosrenija“ (Живописного обозрения – Malerische Rezensionen), „Sewera“ (Севера – Norden), „Rodiny“ (Родины – Heimat), „Nowi“ (Нови – Neu), „Wsemirnoi panoramy“ (Всемирной панорамы – Weltpanorama).
Niwa stellte 1904 einen Rekord für das vorrevolutionäre Russland auf: Im letzten Lebensjahr des Gründers Adolf Marcks gewann es 275.000 Abonnenten. Den absoluten Popularitätsrekord hat keine andere Publikation des ehemaligen Russlands übertroffen. Im Jahr 1904 lag Niwa hinsichtlich der Abonnentenzahl nach den Illustrated London News (ehemals Penny Magazine) an zweiter Stelle in Europa. Zuvor war nur wenigen Illustrierten in England, Deutschland, Frankreich und den USA ein solcher Erfolg gelungen. Zum Vergleich: Die höchste Auflage der deutschen Zeitschrift „Die Gartenlaube“ betrug 400.000 Exemplare (1875).
Die Revolutionsjahre brachten zwar Veränderungen in den Lesevorlieben mit sich, doch Niwa blieb bis zu seiner Schließung durch die neue Regierung im September 1918 die beliebteste Illustrierte.

## Autoren
In der Zeitschrift wurden folgende Autoren veröffentlicht: Alexei Konstantinowitsch Tolstoi, Tjuttschew, Wjasemski, Grigorowitsch, Konstantin Konstantinowitsch Slutschewski (Константин Константинович Случевский), Uspenski, Lew Nikolajewitsch Tolstoi, Nikolai Semjonowitsch Leskow, Grigori Petrowitsch Danilewski, Afanassi Afanassjewitsch Fet, Apollon Nikolajewitsch Maikow, Anton Pawlowitsch Tschechow, Jakow Petrowitsch Polonski, Wladimir Sergejewitsch Solowjow, Konstantin Michailowitsch Stanjukowitsch(Константин Михайлович Станюкович), Dmitri Narkissowitsch Mamin-Sibirjak, Marija Alexandrowna Lochwizkaja (Mirra Lochwizkaja – Мирра Лохвицкая), Alexander Alexandrowitsch Blok, Sergei Alexandrowitsch Jessenin, Leonid Nikolajewitsch Andrejew, Maxim Gorki, Kornei Iwanowitsch Tschukowski, Anna Andrejewna Achmatowa, Iwan Alexejewitsch Bunin, Alexander Iwanowitsch Kuprin, Ossip Emiljewitsch Mandelstam, Pjotr Dmitrijewitsch Boborykin, Waleri Jakowlewitsch Brjussow, Dmitri Sergejewitsch Mereschkowski, Georgi Wladimirowitsch Iwanow, Sergei Mitrofanowitsch Gorodezki, Georgi Iwanowitsch Tschulkow, Konstantin Dmitrijewitsch Balmont, Konstantin Michailowitsch Fofanow (Константин Михайлович Фофанов), Michail Alexejewitsch Kusmin, Nikolai Maximowitsch Minski, Nikolai Alexejewitsch Kljujew, Boris Alexandrowitsch Sadowskoi (Борис Александрович Садовской), Fjodor Sologub, Nadeschda Alexandrowna Teffi, Alexander Grin, Boris Wiktorowitsch Sawinkow (W. Ropschin – В. Ропшин), Nikolai Stepanowitsch Gumiljow, Ilja Grigorjewitsch Ehrenburg, Sergei Nikolajewitsch Sergejew-Zenskij (Сергей Николаевич Сергеев-Ценский), Alexei Michailowitsch Remisow, Alexander Serafimowitsch, Nicholas Roerich, Ilja Jefimowitsch Repin, Igor Emmanuilowitsch Grabar, Anatoli Fjodorowitsch Koni (Анатолий Фёдорович Кони), Wladimir Romanowitsch Schtschiglew (Владимир Романович Щиглев), Soja Julianowna Jakowlewa (Зоя Юлиановна Рущиц-Яковлева)
Der Kreis der Schriftsteller von Niwa beschränkte sich jedoch nicht auf die oben genannten Autoren. Die Hauptautoren der Zeitschrift waren tatsächlich Schriftsteller, die keine berühmten Namen hatten, aber im spezifischen Leserkreis von Niwa beliebt waren: Wassili Iwanowitsch Nemirowitsch-Dantschenko (Василий Иванович Немирович-Данченко), Wassili Grigorjewitsch Awsejenko (Василий Григорьевич Авсеенко), Fjodor Nikolajewitsch Berg (Фёдор Николаевич Берг), Michail Nikolajewitsch Wolkonski, Pjotr Petrowitsch Gneditsch (Пётр Петрович Гнедич), Wiktor Petrowitsch Kljuschnikow (Виктор Петрович Клюшников), Nikolai Nikolajewitsch Karasin (Николай Николаевич Каразин), Wsewolod Wladimirowitsch Krestowskij (Всеволод Владимирович Крестовский), Wsewolod Sergejewitsch Solowjow (Всеволод Сергеевич Соловьёв), Jewgeni Andrejewitsch Salias-de-Turnemir (Евгений Андреевич Салиас-де-Турнемир), Dmitri Iwanowitsch Stachejew (Дмитрий Иванович Стахеев), Ignati Nikolajewitsch Potapenko (Игнатий Николаевич Потапенко), Ijeronim Ijeronimowitsch Jassinskij (Иероним Иеронимович Ясинский), Wladimir Alexejewitsch Tichonow (Владимир Алексеевич Тихонов), Alexei Alexejewitsch Tichonow (Алексей Алексеевич Тихонов), Walerian Jakowlewitsch Swetlow (Валериан Яковлевич Светлов), Pjotr Kusmitsch Martjanow (Пётр Кузьмич Мартьянов).
Als Herausgeber fungierten Wiktor Kljuschnikow, Fjodor Berg, Michail Wolkonski, Dmitri Iwanowitsch Stachejew (Дмитрий Иванович Стахеев), Alexei Tichonow, Rostislaw Iwanowitsch Sementkowskij (Ростислав Иванович Сементковский), Walerian Swetlow.

## Illustratoren
Nikolai Nikolajewitsch Karasin, Jelisaweta Merkurjewna Boehm, Sergei Sergejewitsch Solomko (Сергей Сергеевич Соломко), Iwan Jischakewytsch, Wladimir Amossowitsch Taburin (Владимир Амосович Табурин), Jelena Petrowna Samokisch-Sudkowskaja, Mykola Samokysch, Iwan Nikolajewitsch Pawlow (Иван Николаевич Павлов), Igor Emmanuilowitsch Grabar, Leonid Ossipowitsch Pasternak.

## Niwa und die russische Bildung

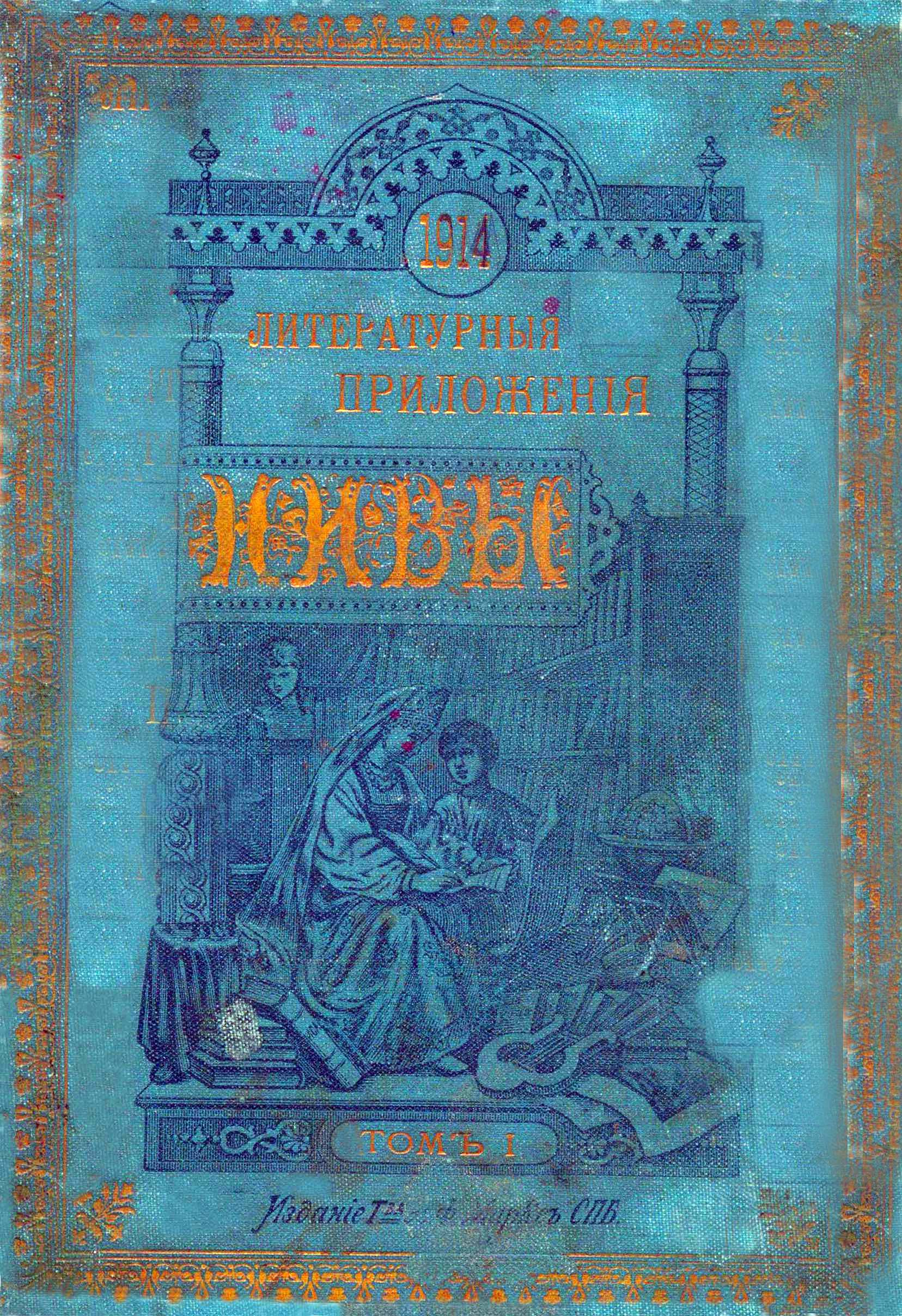
Cover von Band 1 der Ausgaben von 1914. Dargestellt sind ein schreibendes Mädchen in einem Kokoshnik (“Alyonushka” – «Алёнушка») und ihr Bruder (“Ivanushka” – «Иванушка») in einer Bibliothek, umgeben von Regalen mit Büchern und Kunstwerken.

Die Zeitschrift „Niwa“ war die Idee von Adolf Marcks, der seinen Verlag bis zu seinem Tod im Jahr 1904 leitete. In nur 48 Jahren ihres Bestehens wurden 2.500 Ausgaben und mehr als 50 Millionen Exemplare der kostenlosen Beilagen veröffentlicht. Vor allem dank Niwa haben die Werke vieler zeitgenössischer Autoren die entlegensten Regionen Russlands erreicht. „Niwa“ ist eine der am weitesten verbreiteten Zeitschriften der vorrevolutionären Ära und ermöglicht es, sich ein Bild vom Leben, den Sitten und Bräuchen dieser Zeit zu machen. Die Meinungen der Zeitgenossen über die Zeitschrift waren sehr geteilt. So beklagte sich der Dichter Innokenty Annenski in einem Brief an N. P. Begitschewoi (Н. П. Бегичевой) über die Banalität von Romanzen, die „einander so ähnlich sind wie die Schönheiten vom Niwa-See“ (похожих друг на друга как красавицы из Нивы – pochoschich drug na druga kak krassawizy is Niwy).
Nach dem Tod von Adolf Marcks blieb Niwa nicht unverändert. Herausgeber war viele Jahre lang der Schriftsteller und Ballettfan Walerian Jakowlewitsch Swetlow (Valerian Yakovlevich Ivchenko). Er stand dem Kreis von Sergei Pawlowitsch Djagilew nahe. Vielleicht war es ihm zu verdanken, dass alle großen literarischen Kräfte des „Silbernen Zeitalters“ auf die eine oder andere Weise auf den Seiten der Zeitschrift vertreten sind. Regelmäßig stellte das Magazin den Lesern die neuesten Kunstausstellungen vor. Sogar die für Niwa traditionelle Schachbeilage wurde in diesen Jahren von einer so bedeutenden Persönlichkeit des „Silbernen Zeitalters“ wie Eugène Znosko-Borovsky geleitet. Auf diese Weise wurde die Zeitschrift, die in den 1870er und 1880er Jahren von der literarischen „Aristokratie“ wegen ihres spießbürgerlichen, bürgerlichen Publikums verachtet wurde (beispielsweise von Michail Jewgrafowitsch Saltykow-Schtschedrin und dem Kreis der „Otetschestwennyje Sapiski“), zu einer eher „elitären“ Publikation und hob sich deutlich von den vielen anspruchslosen, dünnen Massenzeitschriften ab, die für einen „bunten“ (пёстрого) Leser konzipiert sind, also für einen Lesertyp, der sie sowohl in einer Bibliothek als auch in einem Eisenbahnabteil lesen könnte.
Ein eindrucksvolles Beispiel der Berichterstattung waren die Veröffentlichungen zu den Jubiläumsfeierlichkeiten im Russischen Reich im Jahr 1912:

„Im Jahr 1912 veröffentlichte die Zeitschrift „Niva“ auf ihren Seiten 73 Gemälde, 88 Fotografien und Bilder, neun umfangreiche Textmaterialien und drei Werbematerialien. In den Jahren 1913-1918 Veröffentlicht wurden neun Gemälde, 14 Fotografien und Bilder sowie vier Texte. All dies ermöglichte es den Lesern, die Geschichte des Vaterländischen Krieges von 1812 hautnah zu erleben und das „virtuelle Museum“ zu besuchen, das in dieser Phase der Entwicklung der Massenmedien – ohne Internet, Fernsehen und Rundfunk – entstand.“

## Bewertungen
„Auch ich blätterte in den Seiten von Niva und suchte dort immer wieder nach guten Samen zur Aussaat junger Seelen, fand sie aber nicht: alles alte, modrige Lügen, die ihre Impotenz längst bewiesen haben und im Materialismus nur noch Widerstand hervorrufen. (Brief von Nikolai Semjonowitsch Leskow an Sergei Nikolajewitsch Schubinskij, 15. Dezember 1894.)“

Maxim Gorki hingegen war völlig verzaubert, von der Welt, die sich ihm auftat: In seiner Autobiographie schreibt er, seine Arbeitgeber in den frühen 1880ern hätten die Niwa „wegen der Schnittmuster und Angebote“ („for the cut-out patterns and the prize offers; but they never read it“) abonniert; er jedoch zog die Zeitschrift unter ihrem Bett hervor und las sie nachts:

„Die Bilder und ihre Bildunterschriften... eröffneten mir eine Welt, die sich jeden Tag erweiterte, eine Welt, die so prächtig war wie die Städte der Romantik. Sie boten mir Ausblicke auf hohe Gipfel und schöne Strände. Das Leben entfaltete seine Wunder; die Erde wurde bezaubernder, übersät mit Städten und beladen mit Schätzen.“